# Bugangan (Kedungwuni)
Bugangan is een bestuurslaag in het regentschap Pekalongan van de provincie Midden-Java, Indonesië. Bugangan telt 2175 inwoners (volkstelling 2010).